# みやべほの
みやべ ほのは、日本の女優、モデル、タレント。株式会社シュルー所属。

## 来歴・人物
身長165cm。特技は、イラスト・歌。趣味は、掃除。

## 出演

### 映画
- 『燃えよ剣』東宝　 沖田みつ役 監督/原田眞人（2021）
- 『検察側の罪人』東宝　 西 喜美役 監督/原田眞人（2018）
- 『湖底の蛇』マリ役　監督/ 田中里奈（2016/3）
- 『雨女』森本千里役　監督/清水崇（2016）
- 『地球』ユキ役　監督/かげやましゅう
- 『ファットボーイ&スリムガール』国家組織の女 二谷役　監督/かげやましゅう（2017/6）
- 『MISSING』主演　監督/佐藤央（2014）
- 『夕暮れ』主演　監督/戸田彬弘（2010）
- 『美しい術』主演　監督/大江崇允　etc.（2011）
- 『花の袋』主演　監督/戸田彬弘（2008）

### テレビ

#### ドラマ
- フジテレビ「痛快TV スカッとジャパン」『学歴ファーストママ』 内田恵美役（2017/4/3 OA）
- フジテレビ「痛快TV スカッとジャパン」『料理教室のボスママ』 吉田佳奈役（2017/1/2 OA）
- NHK BS プレミアムドラマ「女の中にいる他人」ナース役（2017/1 OA）
- CABLE NET 296「街の記憶〜建造物から見る明治・大正の千葉」ナビゲーター
- NHK「ドラマ万葉ラブストーリー第三話：誰そ彼からの手紙」主演
- 「楽しさ満開！がんちゃん・パンチ佐藤の福井100選の旅」レポーター
- WOWOW TOKYO VICE 第2話 青木の妻（2022年）

### CM・広告
- UQモバイル お悩みモンスター「そのまま篇」「おまとめ篇」web
- アイダ設計「エネルギー貯金」篇
- P&G トイレのファブリーズ CM
- ライオン「リード/プチ圧力調理バッグ「待たせたくない」篇 CM
- イトーヨーカドー「顔が見える食品」 CM
- スタジオマリオwebムービー
- P&G トイレのファブリーズ CM(2018/9/15〜）
- グリコ「カフェオーレ『ミス・カフェオーレ隊　お迎え応援』篇」（2018/6〜）
- 花王「 ヘルシア うまみ贅沢仕立て 「家にあれば、続けやすい。家カテキン」篇」（2018/4〜）
- 森永製菓 小麦胚芽のクラッカーWEB （2018/7/27〜）
- 興和 Q&Pコーワゴールドプラス CM（2018/7/1〜）
- マクドナルド ハッピーセット ぐでたま「おしりにZOOM IN」篇 （2018/6/1〜7/10）
- ライオン「リード/プチ圧力調理バッグ「待たせたくない」篇（2017/12/1〜）
- ニベア花王「8x4 MEN デオドラントボディウォッシュ　寝起き臭柳田篇」（2018/4〜）
- イトーヨーカドー「顔が見える食品」（2017/12〜）
- 興和「 Q&Pコーワゴールドプラス」（2017/7〜）
- スタジオマリオwebムービー（2016/5〜）
- LINEスピーカー「LINE WAVE」（2017/11〜2018/2/28）
- ニチバン「ケアリーヴ」（2017/7〜2018/3）
- 東急電鉄「マナー広告」（2017/2〜2018/1）
- 富士通「IT創薬篇」（2015/9〜2017/9）
- 住友林業（2014/11〜2017/12）
- ビッグモーター（2017/1〜2018/1）
- 日立マクセル（2016/9〜2017/8）
- アイデム「ロミジュリ〜理科の先生〜」篇 CM（2015/8〜2016/8）
- クラシエ「漢方セラピー」（2016/2〜2017/2）
- グリコ乳業「カフェオーレ」（2015/6〜2016/5）
- 花王アタック NEO 『アタック抗菌ＥＸ Ｗパワー「バスで汗臭菌増殖」篇』CM（2016/5〜2017/5）
- SUZUKI「スペーシア」（2014/9〜2015/6）
- 花王「メリット」（2015/6〜2015/12）
- 花王「クイックル　ワイパーハンディ」ママ会篇（2014/9〜2015/8）
- nissen（2015/4〜2015/7）
- ケンタッキーフライドチキン「迷ったらいいとこどり」篇（2014/7〜2016/9）
- ケンタッキーフライドチキン「みんなの好きがぎっしり」篇（2014/4〜2014/7）
- ファンケル「マイルドクレンジングオイル」（2014/6〜2016/5）
- Microsoft　Windows タブレット「研修医」篇（2013/11〜2014/10）
- イオントップバリュ「生アトランティックサーモン」（2014/6〜2014/12）
- 久光製薬「サロンパス」（2013/4〜2014/4）
- 東京海上日動「娘との時間」篇（2013/1〜2014/7）
- コロプラ（2013/10〜2015/2）
- 湯上がり堂サイダー（2011）[1]